# Lijst van voetbalinterlands Chili - China (vrouwen)
Deze lijst van voetbalinterlands is een overzicht van alle officiële voetbalinterlands tussen de nationale vrouwenteams van Chili en China. De landen hebben tot nu toe twee keer tegen elkaar gespeeld.

## Wedstrijden
| № | Plaats    | Datum            | Competitie                                     | Wedstrijd     | Uitslag |
| - | --------- | ---------------- | ---------------------------------------------- | ------------- | ------- |
| 1 | São Paulo | 13 december 2009 | International Women's Football Tournament 2009 | China − Chili | 0 − 1   |
| 2 | São Paulo | 20 december 2009 | International Women's Football Tournament 2009 | China − Chili | 2 − 0   |

## Samenvatting
| Competitie                                | Totaal gespeeld | Winst Chili | Gelijk | Winst China | Doelsaldo Chili – China |
| ----------------------------------------- | --------------- | ----------- | ------ | ----------- | ----------------------- |
| International Women's Football Tournament | 2               | 1           | 0      | 1           | 1 − 2                   |
| Totaal                                    | 2               | 1           | 0      | 1           | 1 − 2                   |